# Marion Koopmans
Maria Petronella Gerarda Koopmans, née le 21 septembre 1956 à Tegelen (Pays-Bas) est une virologue néerlandaise qui dirige le département de viroscience au Centre médical Érasme (Erasmus MC) à Rotterdam.
Ses recherches portent sur les maladies infectieuses émergentes, les norovirus et la médecine vétérinaire. En 2018, elle a reçu le prix Stevin de l'Organisation néerlandaise pour la recherche scientifique (Nederlandse Organisatie voor Wetenschappelijk Onderzoek (en), NWO). Elle siège au groupe consultatif scientifique de l'Organisation mondiale de la santé.

## Études
Marion Koopmans étudie la médecine vétérinaire à l'université d'Utrecht. Elle obtient son baccalauréat en 1976 et y reste pour ses recherches doctorales. Elle obtient deux diplômes d'études supérieures en médecine vétérinaire et est officiellement enregistrée comme microbiologiste vétérinaire en 1977. Elle s'intéresse de plus en plus à la virologie et s'installe aux États-Unis pour se spécialiser dans les virus qui peuvent être transmis entre les animaux et les humains. De 1991 à 1994, Koopmans obtient une bourse aux Centres pour le contrôle et la prévention des maladies (Centers for Disease Control and Prevention), où elle étudie les virus entériques. Elle rejoint la division de virologie, où elle se concentre sur le torovirus chez les bovins.

## Recherche et carrière
Marion Koopmans rejoint le National Institute for Public Health and the Environment (RIVM), où elle est nommée chef de la virologie. Elle a participé à la restructuration du département et à la traduction de leurs recherches hors du laboratoire et en applications pratiques pour le contrôle des maladies infectieuses. En 2006, elle est nommée professeur de santé publique à l'hôpital Centre médical Érasme de Rotterdam, ce qui lui a permis de renforcer la base factuelle de la recherche sur les maladies infectieuses. Son laboratoire utilise des études scientifiques fondamentales et de l'épidémiologie pour comprendre la pathogenèse des maladies infectieuses, établir leurs voies de transmission et traduire cette base de recherche en outils de diagnostic.
En 2003, lorsque le sous-type H7N7 du virus de la grippe A se propage aux Pays-Bas, Koopmans connait sa première épidémie de maladies infectieuses. Elle participe à l'élaboration d'une réponse publique coordonnée, travaillant avec des vétérinaires et des médecins pour élaborer rapidement une politique de santé publique. Ses expériences dans la direction de la réponse à l'épidémie de grippe aviaire la prépare à des épidémies ultérieures, notamment le syndrome respiratoire aigu sévère (SRAS), le syndrome respiratoire du Moyen-Orient (MERS) et le virus Zika. Elle fait partie de l'équipe qui découvre en 2013 que les dromadaires sont un hôte intermédiaire pour le virus responsable du MERS. Elle a depuis travaillé avec Elmoubasher Farag pour tester les chameaux pour les anticorps contre le MERS.
Lors de l'épidémie d'Ebola en Afrique de l'Ouest, Koopmans était responsable du déploiement de laboratoires mobiles en Sierra Leone et au Liberia. Son équipe Erasmus MC a formé des volontaires pour exécuter des programmes de test et de traitement. Koopmans est membre du groupe consultatif scientifique (SAG) du projet R&D Blueprint de l'Organisation mondiale de la santé. Le projet cherche à comprendre ce qui n'a pas fonctionné dans les réponses aux épidémies et pandémies, et cherche à renforcer la préparation mondiale aux maladies. Dans le cadre de cet effort, Koopmans a analysé la réponse de santé publique au virus Zika. Elle a identifié trois goulots d'étranglement importants pour une réponse efficace; y compris les retards dans les approbations réglementaires, les défis dans la logistique du soutien du laboratoire et l'absence d'un calendrier structuré pour le financement. Koopmans dirige également le centre de l'Organisation mondiale de la santé pour les maladies virales émergentes. Elle est la coordinatrice scientifique de COMPARE, un projet Horizon 2020 qui vise à développer des techniques de séquençage de nouvelle génération pour l'identification et la cartographie des épidémies. COMPARE cherche à contenir et à atténuer les maladies d'origine alimentaire.
En 2018, Koopmans a été honorée par l'Organisation néerlandaise pour la recherche scientifique (NWO) pour son travail sur le transfert de virus des animaux aux humains. En 2019, elle a reçu une subvention de neuf millions de dollars du NWO pour créer un consortium, l'Observatoire des maladies infectieuses émergentes polyvalentes (VEO), qui étudiera l'impact des changements dans l'environnement et les voyages sur le risque de maladies infectieuses,. Les maladies considérées par VEO comprennent les maladies à transmission vectorielle et zoonotiques, ainsi que les agents pathogènes cachés. Koopmans a écrit un article pour Nature dans lequel elle a appelé à une transformation de la préparation et de la réponse aux épidémies. Dans l'article, elle a cité le chef de file de l'Organisation mondiale de la santé chargé des urgences sanitaires: «Nous entrons dans une toute nouvelle phase d'épidémies à fort impact… C'est une nouvelle norme». En 2019, Koopmans a été élu membre de l'Académie royale des arts et des sciences des Pays-Bas.
Dès le début de 2020, Koopmans a travaillé pour comprendre le SRAS-CoV-2 et la propagation de la maladie à coronavirus,,. Aux Pays-Bas, Koopmans a fait un effort pour tester les agents de santé et a constaté qu'il y avait un grand nombre de porteurs asymptomatiques parmi la population néerlandaise. Avec son équipe à l'Erasmus MC, Koopmans a cherché à comprendre l'efficacité des tests d'anticorps,. En plus de diriger la réponse scientifique, Koopmans a également participé à la communication scientifique sur le virus, en utilisant les médias sociaux et des entretiens avec les médias pour partager des recherches à jour avec le public,. Koopmans a déclaré que comme les humains occupaient davantage la planète Terre, le nombre de maladies dangereuses transmises des animaux aux humains augmenterait. Elle a été nommée au comité consultatif sur les maladies à coronavirus de la Commission européenne. Le groupe a servi à élaborer des recommandations de santé publique aux États membres pendant la pandémie.

## Prix et distinctions
- 2004 : Nederlandse Vereniging voor Infectieziekten WRO Goslingsprijs[26].
- 2017 : Doctorat honorifique de l'Université technique du Danemark Æresdoktor[27].
- 2018 : Prix Stevin de l'Organisation néerlandaise pour la recherche scientifique[11].

## Publications (sélection)
- (en) Ron A.M. Fouchier, Peter M. Schneeberger, Frans W. Rozendaal, Jan M. Broekman, Stiena A.G. Kemink, Vincent Munster, Thijs Kuiken, Guus F. Rimmelzwaan, Martin Schutten, Gerard J.J. van Doornum, Guus Koch, Arnold Bosman, Marion Koopmans et Albert D.M.E. Osterhaus, « Avian influenza A virus (H7N7) associated with human conjunctivitis and a fatal case of acute respiratory distress syndrome. », Proceedings of the National Academy of Sciences of the United States of America (PNAS), vol. 101, no 5,‎ 3 février 2004, p. 1356–61 (OCLC 929966166, PMID 14745020, PMCID 337057, DOI 10.1073/pnas.0308352100, lire en ligne, consulté le 16 janvier 2021)
- (en) Newell, Koopmans, Verhoef et Duizer, « Food-borne diseases — The challenges of 20 years ago still persist while new ones continue to emerge », International Journal of Food Microbiology, vol. 139,‎ 30 mai 2010, S3–S15 (ISSN 0168-1605, PMID 20153070, PMCID 7132498, DOI 10.1016/j.ijfoodmicro.2010.01.021, lire en ligne)
- Koopmans et Duizer, « Foodborne viruses: an emerging problem », International Journal of Food Microbiology, vol. 90, no 1,‎ 1er janvier 2004, p. 23–41 (ISSN 0168-1605, PMID 14672828, PMCID 7127053, DOI 10.1016/s0168-1605(03)00169-7)
- « The Novel Coronavirus Outbreak: What We Know and What We Don't », Cell, vol. 180, no 6,‎ 19 mars 2020, p. 1034–1036 (ISSN 0092-8674, PMID 32078801, PMCID 7154513, DOI 10.1016/j.cell.2020.02.027)